# Mila Hoffmann-Lederer
Mila Hoffmann-Lederer (geb. als Mila Lederer; * 23. Juli 1902 in Trier; † 19. März 1993 in Murrhardt) war eine deutsche Gestalterin, Schriftstellerin und Dozentin, die am Staatlichen Bauhaus in Weimar und Dessau gelernt hat.

## Leben und beruflicher Werdegang

### Ausbildung
Nachdem Mila Hoffmann-Lederer 1920 ihr Abitur absolvierte, studiert sie an der Kunstgewerbeschule Trier Innendekoration. Zum Sommersemester 1923 begann sie ihre Lehre am Bauhaus Weimar, wo sie in der Gobelin- und Teppichweberei ausgebildet wurde. Dies unterrichtete sie später an der Kunstgewerbeschule in Posen.
Wie mehrere Studentinnen am Bauhaus, zeigte auch Mila Hoffmann-Lederer zunächst Interesse an Architektur. Zwar warb das Bauhaus von Beginn an damit, dass ungeachtet des Geschlechts Schüler aufgenommen würden, allerdings herrschte eine klare Vorstellung davon, in welchen Bereichen die weiblichen Studierenden ausgebildet werden sollten. Walter Gropius, Gründer des Staatlichen Bauhauses Weimar, sprach sich dafür aus, dass Frauen nicht „in schweren Handwerkbetrieben wie Tischlerei“ arbeiten sollten.
Aufgrund dieses Vorbehalts gegenüber weiblichen Studierenden, besuchte Hoffmann-Lederer trotz ihres Interesses an Architektur Webereiabteilung, die von 1921 bis 1927 von Georg Muches geleitet wurde. In ihrem späteren beruflichen Werdegang konzentrierte sie sich dagegen stärker auf (innen-)architektonische Themen. So arbeitete sie beispielsweise am Dessauer Bauhaus an der Raumgestaltung der Kantine mit.

### Berufsleben
Ab Ende 1924 arbeitete Lederer bei Johannes Itten als Leiterin seiner Handweberei in Herrliberg. Arbeiten aus dieser Werkstatt wurden 1925 auf der Pariser Weltausstellung gezeigt und mit einer goldenen Medaille ausgezeichnet.
1926 kehrte Lederer gemeinsam mit ihrem Ehemann, Hanns Hoffmann-Lederer, den sie während ihres Studiums kennengelernt hatte, ans Dessauer Bauhaus zurück. Im selben Jahr wurde sie künstlerische Mitarbeiterin des Messe- und Hochbauamtes Magdeburgs. Zeitgleich wurde dort auch ihr Mann als leitender künstlerischer Mitarbeiter angestellt. Sie entwarfen die Farbgestaltung neuer Bauten, unter anderem der Stadthalle, aber auch Werbedrucksachen oder das Magdeburger Stadtwappen neu. Hermann Karl Frenzel zählte ihre Werbegrafiken „zu den besten Werbedrucksachen der deutschen Städte“, wie aus einer 1930 erschienenen Ausgabe der von ihm herausgegebenen Zeitschrift Gebrauchsgraphik hervorgeht.
1929 zog das Ehepaar Hoffmann-Lederer nach Berlin um, da Hanns Hoffmann-Lederer dort eine Anstellung als künstlerischer Mitarbeiter am Messe- und Ausstellungsamt der Stadt erhalten hatte. Dort gründeten und betrieben sie gemeinsam ein eigenes Atelier, in dem sie verschiedene Werbegestaltungsaufträge bearbeiteten.
Ab 1931 hatten die Hoffmann-Lederers neben Berlin einen zweiten Wohnsitz in Kipsdorf, wo sich Mila Hoffmann-Lederer zunehmend freien künstlerischen sowie schriftstellerischen Arbeiten widmete. Hanns Hoffmann-Lederers Grafikaufträge bearbeitete das Ehepaar teilweise gemeinsam. Zu diesen gehörten diverse Plakatgestaltungen, wie beispielsweise für die Internationale Funkausstellung 1930, die Ausstellung „Licht, Luft und Sonne für alle“, sowie die Bauausstellung 1932.
1942 siedelte Mila Hoffmann-Lederer für ihre Lehranstellung in der Gobelin- und Teppichweberei an der Kunstgewerbeschule nach Posen über. Ein Jahr später erhielt auch ihr Mann dort einen Lehrauftrag. 1945 flohen sie wegen des Zweiten Weltkriegs zu ihren Eltern nach Jena.

### Nachkriegszeit: neues Bauhaus
Nach dem Zweiten Weltkrieg setzten sich die Hoffmann-Lederers für eine Kunsthochschule nach dem Vorbild des ehemaligen Staatlichen Bauhauses ein. So beteiligte sich Mila Hoffmann-Lederer an dem öffentlichen Diskurs, ein neues Bauhaus in Weimar zu eröffnen, indem sie einen Zeitungsartikel veröffentlichte. In dem am 1. Juni 1946 in der „Thüringer Volk“ erschienenen Artikel schrieb sie:

„Was wir heute brauchen sind nicht Kunstakademien im gestrigen Geiste, […] – auch nicht ängstliche Kompromisse zwischen Bauhaus und Akademie – , unsere Zeit verlangt die Hochschule für eine alle Künste einschließende, zeitgestaltenden Baukunst, an der verantwortungsbewußte, pädagogisch befähigte Kunstschaffende aller Gebiete ihre Kraft einsetzen und ihre Erkenntnisse anwenden für eine zeitgemäße Ausbildung des künstlerischen Nachwuchses zu positiven Mitarbeitern im gesamten tätigen kulturellen und wirtschaftlichen Leben des Volkes.“

Die Hoffmann-Lederers bewarben sich im Juni 1945 auf Professuren an der neuen Hochschule in Weimar. Am 24. August 1946 eröffnete die Staatliche Hochschule für Baukunst und bildende Künste in Weimar, an der Mila Hoffmann-Lederer von 1945 bis 1950 ihrer Lehrtätigkeit nachging. Außerdem gestaltete sie für öffentliche Anlässe, Räume des Kultusministeriums, die Thüringische Buchhandlung am Goetheplatz, u. v. m. Zudem war sie Pressereferentin des thüringischen Landeskulturamtes für Kunst und Architektur.
1950 zogen sie gemeinsam nach Darmstadt um. Auch dort betätigte sie sich innenarchitektonisch und schriftstellerisch. Unter anderem hielt sie Vortragsabende an der Akademie für Sprache und Dichtung in Darmstadt und gab privat Kunstunterricht. Außerdem veröffentlichte sie einen Lyrikband, schrieb ein lyrisches Spiel und war freie künstlerische Mitarbeiterin bei der Wella AG und den zwei Porzellanfabriken Thomas und Rosenthal, die sie auch 1954 auf den Messen in Mailand und Leipzig vertrat. Weiterhin war sie an den Aufträgen ihres Mannes beteiligt. Eine dieser Arbeiten gewann 1954 bei der Triennale in Mailand eine goldene Medaille.

### Haus Akron
Ende der 1950er Jahre begann das Ehepaar mit dem Bau eines Hauses in Esseratsweiler. Dieses „Haus Akron“ diente als Wohn- und Begegnungsstätte. Mila Hoffmann-Lederer organisierte dort Tagungen und Seminare. Des Weiteren widmete sie sich schriftstellerischen und privaten Lehrtätigkeiten. Bis 1989 führte Mila Hoffmann-Lederer das Haus Akron weiter, dann siedelte sie in die Nähe von Stuttgart über. Dort starb sie 1993.
Varianten ihres Namens sind: Milla Hoffmann-Lederer, Mila Lederer, Mila Hoffmannlederer und Mila Bouvet.

## Arbeiten und Werke (Auszug)

### Gestalterische Arbeiten
Mit ihren Werbedrucksachen nahm Mila Hoffmann-Lederer an der Ausstellung „Die gestaltende Frau“ teil, die von Oktober bis November 1930 im Hause Wertheim stattfand. Weitere Teilnehmerinnen dieser Ausstellung waren unter anderem Lotte Laserstein, die die Plakate zu der Ausstellung gestaltet, Frieda Riess, Käthe Kollwitz, Julie Wolfthorn und Elisabeth von Knobelsdorff.
Zu ihren Arbeiten gehören u. a. die preisgekrönten HL-Lampen, die sie 1954 gemeinsam mit Hanns Hoffmann-Lederer entwarf, Plakate zu der Internationalen Funkausstellung 1930 und eine Großbild-Collage „Mitteldeutschland“ die 1929 bei der Jahresschau „Deutscher Arbeit“ in Dresden gezeigt wurde. Außerdem schuf sie verschiedene Farb- und Raumgestaltungen, wie beispielsweise für das Kultusministerium in Weimar.

### Schriftstellerische Arbeiten
Mila Hoffmann-Lederer veröffentlichte über mehrere Jahre eigene schriftstellerische Arbeiten. Dazu gehören:
- „Wettbewerb für das Kunsthandwerk“ (zw. 1945–50)[1]
- „Kunst dem Volke“ (undat.)[1]
- „Bauhaus und neue Kunsthochschule“ (1. Juni 1946)[14]
- „Die neue Erde. Fünf Gedichte“ (Darmstadt, 1954)[1][23][24]
- „Der Entstellte. Ein lyrisches Spiel in 14 Bildern und einem Vorspiel“ (unter dem Pseudonym „Mila Bouvet“, Zürich, 1957)[25]
- „Aus dem Fioretti des Franz von Assisi“ (St. Gallen, 1958)[1]
- „Zauber der Gesetzmäßigkeit: Raumformen von Hoffmannlederer“ (als Herausgeberin, Darmstadt, 1974) (Buch über Hanns Hoffmann-Lederer)[26]
- „Die Harmonie des Alls und das Labyrinth der Welt: Tag- und Nachtbuch meiner seltsamen Reise“ (unter dem Pseudonym „Mila Bouvet“, 1996)[27]